# En carne propia
En carne propia es una telenovela mexicana producción de Carlos Téllez para Televisa entre 1990 y 1991, que fue transmitida en el horario estelar de El Canal de las Estrellas.
Está protagonizada por Edith González y Eduardo Yáñez, con las participaciones antagónicas de Gonzalo Vega, Sebastián Ligarde, Alejandro Tommasi, Patricia Reyes Spíndola y Juan Peláez, además de las actuaciones estelares de Mariana Levy, Norma Lazareno, Martha Roth, Susana Alexander, Claudio Báez y Raúl Meraz, así como la actuación especial de Angélica Aragón.

## Argumento
El detective privado Leonardo Rivadeneira recibe la visita de una bella y elegante mujer que se identifica como Magdalena Dumont y procede a contarle un aterrador relato: Hace años a Magdalena le raptaron a su hija Estefanía. El ingeniero Octavio Muriel, esposo de Magdalena fue con el dinero del rescate al lugar indicado por los secuestradores, pero los criminales se dieron a la fuga con la niña en un helicóptero que estalló en el aire sin dejar sobrevivientes. Antes del accidente un secuestrador baleó la mano de Octavio, quien desde entonces usa una prótesis de metal.
La desesperación condujo a Magdalena al alcoholismo pero en un esfuerzo por dejar la bebida inició su propia investigación para esclarecer los hechos que rodearon los últimos días de Estefanía. Los resultados de esa investigación son espeluznantes, ya que señalan a Octavio como el autor intelectual del rapto de su propia hija. Pero para alegría de Magdalena se descubre que Estefanía no murió en realidad y vive ahora en Canadá, bajo la nueva identidad de Natalia de Jesús. Natalia, quien perdió la vista en la explosión no recuerda su pasado y se desempeña ahora como maestra de niños ciegos.
Magdalena contrata los servicios de Leonardo para que revele al mundo la clase de criminal que es su esposo. Antes de que el detective de inicio a su investigación, Octavio da una fiesta en su residencia y al saberse descubierto por Magdalena la asesina ahogándola en la gran pecera de cristal del salón de juegos de su mansión. Entonces Leonardo es contratado por Don Alfonso Dumont, el enfermo padre de Magdalena quien desea que desenmascare a Octavio y pruebe que fue el asesino de su hija. Pese a que el ingeniero Muriel es el heredero universal de su esposa, el testamento de Magdalena trae una cláusula en la que dona sus córneas para que sean trasplantadas a Natalia de Jesús y le regresen la vista.

## Elenco
- Gonzalo Vega - Octavio Muriel
- Edith González - Estefanía Muriel Dumont / Natalia de Jesús Ortega
- Eduardo Yáñez - Leonardo Rivadeneira
- Angélica Aragón - Magdalena Dumont de Muriel
- Raúl Meraz - Don Alfonso Dumont
- Juan Peláez - Jerónimo Nepomuceno Serrano
- Mariana Levy - Dulce Olivia Serrano
- Martha Roth - Leda Dumont
- Sebastián Ligarde - Abigail Jiménez Escurdia
- Cecilia Toussaint - Laura Gámez
- Norma Lazareno - Gertrudis Avellaneda de Serrano
- Claudio Báez - Padre Gerardo Serret
- Patricia Reyes Spíndola - Antonia "Tota" Ramírez
- Alejandro Tommasi - Alexis Berkauten "El Albino"
- Susana Alexander - Madre Carolina Jones
- Liliana Weimer - Coral Labrada
- Óscar Narváez - Agustín Guzmán
- Marta Aura - Ángela
- Fernando Rubio - Hans Mushenbrook
- Maya Ramos - Julia
- Fernando Amaya - Dr. Reyes
- Noé Murayama - Comandante Eusebio Obregón
- Manuel López Ochoa - Comandante Dionisio Pacheco
- Alexis Ayala - Alejandro Tamaris
- Irán Eory - Susana Tamaris
- Verónica Terán - Astrid
- Carlos Águila
- José Carlos Infante - Enrique
- Lourdes Canale - Sara
- Sebastián Rosas - Abel
- Joana Brito - Anabel
- Adrián Taboada - Manzano
- Marifer Malo - Estefanía Muriel (niña)
- Arturo Romano Orozco - Alfonso Dumont (joven)
- Erika Carlson - Madre Jennifer
- Iván Bonilla - Tranzas
- Tiaré Scanda - Pingüinita
- Héctor Parra - Adrián
- Lucía Pailles - Joaquina
- Jorge Santos - Alberto Perdomo
- Luis David - Joaquín
- Hector Dupuy - Franklin
- Ismael Azcue - Zepeda
- José Ávila - Chofer
- Miguel Garza - Alejandro
- Ana Bertha Lepe - Yolanda
- Mónica Serna - Olga Palmerín
- Zaide Silvia Gutiérrez - Helen
- Yula Pozo - Aurorita
- Soledad Ruiz - Celia
- Ricardo Lezama - Gumaro
- Julia Alfonso - Acacia
- Carlos Magaña - Doctor Torner
- César Arias - Doctor Fiastro
- Mauricio Peña - Doctor Tamayo
- Enrique Hidalgo - Doctor Garibay
- Ella Laboriel - Flor de María Peredo
- Lorenzo Feijoó - Aldo
- Dieter Koll - Smith
- Eva Calvo- Doña Josefina
- Amparo Garrido - Doña Gloria Escurdia viuda de Jiménez
- Velia Vegar - Madre Emerenciana
- José Luis Carol - Lic. Quintana
- Rubén Calderón - Lic. Rojas
- José María Negri - Dr. Murrieta
- Jeannette Candiani
- José D. Alvarado
- Lourdes Villarreal - Reina
- David Armenta - Cachito
- Daniel Abundis - Mario (chofer Octavio Muriel)
- Javier Herranz - Julio Manriquez
- Adrian Gómez
- Dario T. Pie - Fedor
- Jade Rubí Álamo- Anne

## Equipo de producción
- Historia original y adaptación: Carlos Olmos
- Con la colaboración de: Enrique Serna
- Tema de entrada: En carne propia
- Autor y música original: Pedro Plascencia Salinas
- Diseño de vestuario: Alejandro Gastelum
- Ambientación: Rafael Brizuela
- Escenografía: Juan Rodríguez
- Editor: Carlos Sánchez Ross
- Jefe de locaciones: Clementina Morales
- Jefe de producción: Pablo Martínez
- Asistente de dirección: Mauricio Malfavón
- Coordinadora de producción: Martha Pérez Valdez
- Dirección adjunta: Soledad Ruiz, Héctor Dupuy
- Dirección de cámaras: Carlos Sánchez Zúñiga
- Gerente de producción: Lucero Suárez
- Producción y dirección: Carlos Téllez

## Premios

### Premios TVyNovelas 1992
| Categoría     | Nominado(a)  | Resultado |
| ------------- | ------------ | --------- |
| Mejor villano | Gonzalo Vega | Ganador   |

### Premios ACE 1992
| Categoría                   | Nominado(a)       | Resultado |
| --------------------------- | ----------------- | --------- |
| Mejor programa escénico     | Carlos Téllez     | Ganador   |
| Mejor actor                 | Gonzalo Vega      | Ganador   |
| Mejor coactuación masculina | Sebastián Ligarde | Ganador   |
| Mejor director              | Carlos Téllez     | Ganador   |
| Mejor telenovela            | Carlos Olmos      | Ganador   |